# Gonchūbeh
Gonchūbeh (persiska: Kanchūbeh, گنچوبه) är en ort i Iran.   Den ligger i provinsen Ardabil, i den nordvästra delen av landet, 500 km nordväst om huvudstaden Teheran. Gonchūbeh ligger 894 meter över havet och antalet invånare är 727.
Terrängen runt Gonchūbeh är huvudsakligen kuperad, men norrut är den bergig. Runt Gonchūbeh är det ganska tätbefolkat, med 56 invånare per kvadratkilometer. Närmaste större samhälle är Vargahān, 15,3 km söder om Gonchūbeh. Trakten runt Gonchūbeh består i huvudsak av gräsmarker.